# Chirac-Bellevue
Chirac-Bellevue è un comune francese di 270 abitanti situato nel dipartimento della Corrèze nella regione della Nuova Aquitania.

## Società

### Evoluzione demografica
Abitanti censiti